# Rosi Mittermaier
Rosemarie »Rosi« Mittermaier-Neureuther, nemška alpska smučarka, * 5. avgust 1950, Reit im Winkl, Bavarska, Zahodna Nemčija, † 4. januar 2023, Garmisch-Partenkirchen, Nemčija.
Rosi Mittermaier je nastopila na treh olimpijskih igrah v letih 1968, 1972 in 1976. Na slednjih v Innsbruck je dosegla največji uspeh kariere z dvema naslovoma olimpijske prvakinje v smuku in slalomu ter naslovom olimpijske podprvakinje v veleslalomu. Skupaj s smučarsko tekačico Raiso Smetanino je bila najuspešnejša športnica olimpijskih iger. Ob tem je osvojila še naslov svetovne prvakinje na istem prizorišču v kombinaciji, ki tedaj ni bila olimpijska disciplina. V svetovnem pokalu je osvojila veliki kristalni globus v sezoni 1975/76, ko je osvojila še mala kristalna globusa v slalomu in kombinaciji. V svetovnem pokalu je osvojila deset posamičnih zmag, od tega osem v slalomu ter po eno v kombinaciji in veleslalomi, ter še enaintrideset uvrstitev na stopničke. Po sezoni 1975/76 je končala svojo športno kariero stara petindvajset let.
Njeni sestri Evi Mittermaier in Heidi Mittermaier, mož Christian Neureuther in sin Felix Neureuther so bili tudi alpski smučarji. Leta 1976 je bila izbrana za nemško športnico leta.

## Svetovni pokal

### Skupni seštevek
| Sezona  | Disciplina  |
| ------- | ----------- |
| 1975/76 | Skupno      |
| 1975/76 | Slalom      |
| 1975/76 | Kombinacija |

### Posamične zmage
| Sezona  | Datum             | Prizorišče        | Disciplina  |
| ------- | ----------------- | ----------------- | ----------- |
| 1968/69 | 16. januar 1969   | Schruns           | Slalom      |
| 1969/70 | 14. marec 1970    | Voss              | Slalom      |
| 1972/73 | 2. februar 1973   | Schruns           | Slalom      |
| 1973/74 | 27. februar 1974  | Abetone           | Slalom      |
| 1973/74 | 8. marec 1974     | Vysoké Tatry      | Slalom      |
| 1974/75 | 13. december 1974 | Cortina d'Ampezzo | Slalom      |
| 1975/76 | 17. december 1975 | Cortina d'Ampezzo | Kombinacija |
| 1975/76 | 22. januar 1976   | Bad Gastein       | Slalom      |
| 1975/76 | 5. marec 1976     | Copper Mountain   | Veleslalom  |
| 1975/76 | 6. marec 1976     | Copper Mountain   | Slalom      |